# تافاميديس
تافاميديس هو دواء يستعمل في علاج اعتلال الأعصاب النشواني العائلي والأمراض النشوانية المرتبطة بالتارنسثايرتين الأخرى.
تافاميديس هو شابرون لتارنسثايرتين (مثبت).